# Torneio Brasileiro de Seleções de Showbol de 2012
O Torneio Brasileiro de Seleções de Showbol de 2012 foi a segunda edição do torneio, realizada pela Showbol Brasil.

## Semifinais
Partidas
| 27 de abril de 2012 18:00 | Rio de Janeiro | 11 x 10 | São Paulo | Recife |
|                           |                |         |           |        |

| 27 de abril de 2012 19:00 | Pernambuco | 12 x 12 | Ceará | Recife |
|                           |            |         |       |        |

## Decisão do Terceiro Lugar
| 29 de abril de 2012 12:00 | São Paulo | 9 x 6 | Ceará | Recife |
|                           |           |       |       |        |

## Final
| 29 de abril de 2012 13:00 | Rio de Janeiro | 12 x 9 | Pernambuco | Recife |
|                           |                |        |            |        |

| Torneio Brasileiro de Seleções de Showbol de 2012 |
| ------------------------------------------------- |
| Rio de Janeiro                                    |
| Rio de Janeiro Bicampeão (2º título)              |